# Unione Nazionale dei Minatori (Gran Bretagna)
L'Unione Nazionale dei Minatori (in inglese National Union of Mineworkers, NUM) è un sindacato britannico dei lavoratori del carbone. 
Costituito nel 1945 come riorganizzazione della Federazione dei Minatori della Gran Bretagna (MFGB), il NUM è noto principalmente per il suo ruolo nei tre scioperi nazionali dei minatori del 1972, del 1974 e del 1984-85. 
Per buona parte del Ventesimo secolo il NUM ha avuto particolare peso non solo nel movimento sindacale ma anche nella politica britannica. La sua influenza si è drasticamente ridimensionata a seguito del fallimento dello sciopero del 1984-85 e dello smantellamento dell'industria carbonifera della Gran Bretagna.